# Pseudagrion spencei
Pseudagrion spencei – gatunek ważki z rodziny łątkowatych (Coenagrionidae).